# ملعب سنترال كوست
ملعب سنترال كوست ويسمى اعتبارا من 2011 بملعب بلوتونغ لأسباب الرعاية، هو ملعب رياضي في غوسفورد في سنترال كوست، نيوساوث ويلز. يعتبر هذا الملعب الاستاد الرئيسي لنادي سنترال كوست مارينرز. يستضيف الملعب مباريات لدوري الرغبي واتحاد الرغبي.

## وصلات خارجية
- الموقع الرسمي لملعب سنترال كوست